# 朱君允
朱君允（1896年—1966年），本名朱驈，女，湖南常德人，中华人民共和国政治人物。

## 生平
早年毕业于布林茅尔学院。回国后，担任武汉大学文学院教授。1954年，当选第一届全国人民代表大会代表。

## 家庭
朱君允出生于湖南常德一望族，姑母朱其慧为中华民国国务总理熊希龄夫人，伯父朱其懿曾任清末常德知府。朱君允的堂兄朱经农为知名教育家。
朱君允的丈夫为剧作家熊佛西，后离婚。两人育有长子熊性美与两女熊性慈、熊性淑。